# Ґлодово (Ліпновський повіт)
Ґлодово (пол. Głodowo, нім. Loden) — село в Польщі, у гміні Ліпно Ліпновського повіту Куявсько-Поморського воєводства.
Населення — 340 осіб (2011).
У 1975-1998 роках село належало до Влоцлавського воєводства.

## Демографія
Демографічна структура станом на 31 березня 2011 року:
|          | Загалом | Допрацездатний вік | Працездатний вік | Постпрацездатний вік |
| -------- | ------- | ------------------ | ---------------- | -------------------- |
| Чоловіки | 166     | 40                 | 115              | 11                   |
| Жінки    | 174     | 41                 | 101              | 32                   |
| Разом    | 340     | 81                 | 216              | 43                   |